# 森山侑
森山 侑（もりやま ゆう、6月3日 - ）は、日本の男性声優。旧芸名は真田 侑（さなだ ゆう）。東京都出身。BloomZ所属。

## 略歴
2017年12月31日まで真田 侑（さなだ ゆう）名義でキャトルステラ準所属。退所後は、名義を森山 侑（もりやま ゆう）に改めてフリーで活動。2018年5月15日よりBloomZ準所属。同年秋頃にサイトのタレント一覧から名前が削除されていたが、2024年時点、BloomZに所属している。

## 出演

### テレビアニメ
2009年
- 忍たま乱太郎（町人、男）

2010年
- メタルファイト ベイブレード 爆（少年）

2012年
- 忍者ハットリくん（客）

2016年
- 魔装学園H×H（男子生徒、ゲーム音声、兵士）
- TO BE HERO（スポーツ少年）
- 甘々と稲妻（男子生徒）

2017年
- 終末なにしてますか? 忙しいですか? 救ってもらっていいですか?（獣人B）
- 王室教師ハイネ（シャドウ）
- 王様ゲーム The Animation（大居勝利）

2024年
- 名湯『異世界の湯』開拓記 〜アラフォー温泉マニアの転生先は、のんびり温泉天国でした〜（エルフ村人）

### 劇場アニメ
- 劇場版 王室教師ハイネ（2019年、シャドウ）

### OVA
- 珍遊記 -太郎とゆかいな仲間たち-（2009年、兵士）

### ゲーム
2016年
- レジェンドオブアルスマーナ（ヴィクトル）

2017年
- トリックスター 〜召喚士になりたい〜（フラム）
- グラナド・エスパダ（ホワイトウルフ、カーエル）
- バルディリア戦記（マントル）
- 少女とドラゴン-幻獣契約クリプトラクト-（ユリアン）
- ナイツクロニクル（ジェイク）
- デスティニーチャイルド（バアル）

2018年
- 頂上三国（2018年、程普、姜維、袁紹）※「森山侑」名義
- リバースユニオン（2018年、フリック・トイハート）

2019年
- ブラッドステインド:リチュアル・オブ・ザ・ナイト（バティン）※「森山侑」名義
- イースIX -Monstrum NOX-（ルシアン）※「森山侑」名義

2023年
- イースX -NORDICS-（トマ）※「森山侑」名義

### ドラマCD
- 八男って、それはないでしょう!（2017年、イヌー）
- 王室教師ハイネ 〜森でのできごと〜（2018年、シャドウ）

### 吹き替え

#### 映画
- スコーピオン・キング5（英語版）（2019年、スコーピオン・キング〈ザック・マッゴーワン（英語版）〉） ※「森山侑」名義

### ナレーション
- 三国覇王戦記 CM（2018年）[15]

### デジタルコミック
- 嘘婚ロマン 契約結婚のはずなのに、クールな旦那様に溺愛されています（2023年）※「森山侑」名義[16]